# Klemencja Węgierska
Klemencja Andegaweńska, fr. Clémence de Hongrie (ur. 7 lutego 1293 w Neapolu, zm. 12 lub 13 października 1328 w Temple lub w Paryżu) – królewna węgierska, królowa Francji i Nawarry od 1315 r. jako druga żona króla Ludwika X. 

## Pochodzenie
Klemencja pochodziła z dynastii Andegawenów (gałąź Kapetyngów). Jej rodzicami byli Karol Martel Andegaweński, tytularny król Węgier i Klemencja Habsburżanka, królewna niemiecka. Miała brata Karola Roberta, króla Węgier i siostrę Beatrycze, delfinę Vienne.  Była bratanicą Małgorzaty Andegaweńskiej, pierwszej żony hrabiego Karola Walezjusza. Matka Klemencji zmarła tuż po jej narodzinach a jej ojciec 2 lata później. 

## Plany małżeńskie
Brat Klemencji planował wydać ją za Mateusza Czaka, magnata węgierskiego. Propozycję małżeństwa złożył Jakub II, król Aragonii, który chciał, aby Klemencja poślubiła jego syna. Król Neapolu Robert Mądry, który decydował o losach swojej bratanicy, odrzucił propozycję aragońskiego króla.

## Małżeństwo z Ludwikiem Kłótliwym
Robert Mądry zdecydował, że Klemencja poślubi owdowiałego króla Nawarry i Francji Ludwika X Kłótliwego. Jego pierwsza żona, Małgorzata Burgundzka, została skazana za cudzołóstwo i uwięziona w Château Gaillard. Wokół jej śmierci, która nastąpiła 30 kwietnia 1315 r., pojawiało się wiele hipotez, łącznie z taką, że to mąż kazał ją zamordować. 
Małżeństwo pomiędzy 22-letnią Klemencją a 26-letnim Ludwikiem zostało zawarte 19 sierpnia 1315 r. 24 sierpnia 1315 r. w katedrze w Reims odbyła się koronacja pary królewskiej.
5 czerwca 1316 r. Klemencja została wdową. 

## Potomstwo
W listopadzie 1316 r. królowa-wdowa urodziła syna Jana, który żył 5 dni. Jego śmierć spowodowała spór o sukcesję pomiędzy szwagrem Klemencji Filipem V a stronnikami jej pasierbicy Joanny II. 

## Śmierć
Klemencja po śmierci męża pozostała we Francji i nie zawarła nowego małżeństwa. Zmarła 12 lub 13 października 1328 r. w Temple lub w Paryżu. 